# Himerta scutellaris
Himerta scutellaris är en stekelart som först beskrevs av Joseph Kriechbaumer 1897.  Himerta scutellaris ingår i släktet Himerta och familjen brokparasitsteklar. Arten är reproducerande i Sverige. Inga underarter finns listade i Catalogue of Life.